# Antillea pelops
Antillea pelops is een vlinder uit de familie Nymphalidae, de vossen, parelmoervlinders en weerschijnvlinders.
De voorvleugellengte van de vlinder is 10 to 12 millimeter voor de mannetjes, en 11 tot 13 voor de vrouwtjes. Als waardplanten worden Blechum pyramidatum en Justicia comata gebruikt.
De vlinder komt voor in de Caraïben, met name op Cuba, Hispaniola, Jamaica, Puerto Rico, Montserrat en Saint Kitts.

## Ondersoorten
- Antillea pelops pelops
- Antillea pelops anacaona (Herrich-Schäffer, 1865) - Cuba
- Antillea pelops pygmaea (Godart, 1819) - Jamaica